# Équilibrage (hydraulique)

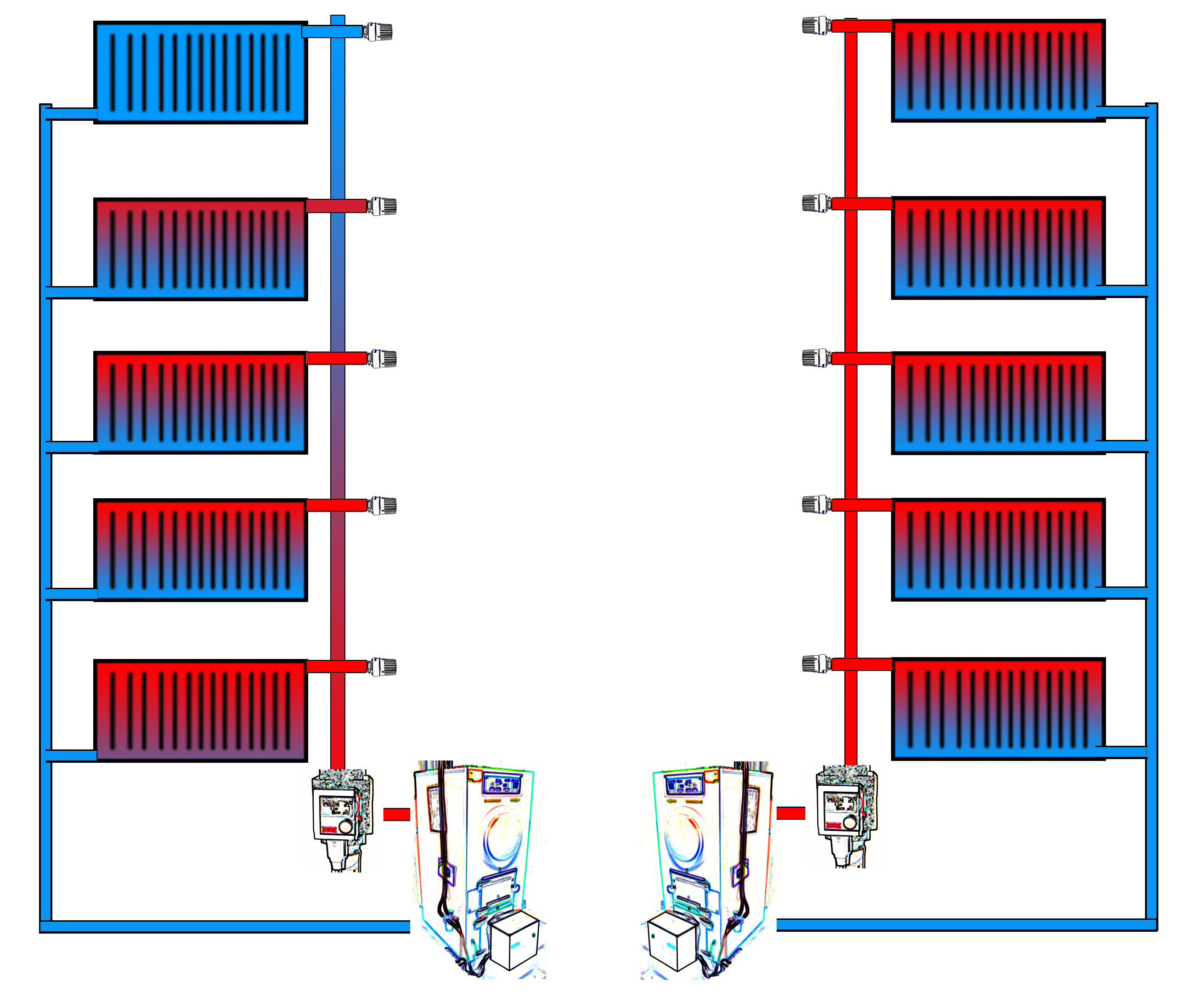
Équilibrage (hydraulique).

Pour les articles homonymes, voir Équilibrage.
 (décembre 2016).
Si vous disposez d'ouvrages ou d'articles de référence ou si vous connaissez des sites web de qualité traitant du thème abordé ici, merci de compléter l'article en donnant les références utiles à sa vérifiabilité et en les liant à la section « Notes et références ».
L'équilibrage en hydraulique consiste à répartir le plus judicieusement possible les pressions et les débits dans un réseau hydraulique. Il s'agit généralement de réseaux de chauffage, de climatisation ou de bouclage sanitaire.

## Principe
Dans le cas de certains circuits relativement simples, un équilibrage naturel peut être atteint en réalisant une boucle de Tichelmann, c'est-à-dire une correspondance stricte entre toutes les longueurs de réseaux parallèles, afin de n'en favoriser aucun,.
Dans un circuit plus complexe, cette répartition est spontanément déséquilibrée, le débit ne pouvant être réparti selon les bonnes proportions dans tous les tronçons d'une installation à partir d'une seule source de débit, la pompe. On corrige cette dissymétrie par l'ajout de vannes d'équilibrage réglables ajustées de manière à créer les pertes de charge nécessaires.  
Le réglage de ces vannes permet de moduler leur capacité de débit (notée Kv ou Cv selon les pays), et donc de contrôler l'accroissement (en ouvrant) ou la diminution (en fermant) du débit de la branche concernée. Mais il altère également en général l'ensemble des débits réglés par les autres vannes, la diminution dans une branche se traduisant mécaniquement par une augmentation dans les autres. L'équilibrage est donc une opération nécessairement coordonnée et systématique.  
Un défaut d'équilibrage du réseau de chauffage se manifeste par des écarts de température entre les zones desservies par le même réseau. Pour un bouclage sanitaire, un défaut d'équilibrage se traduira souvent par une vitesse de circulation du fluide insuffisante, des chutes de température trop importantes au sein du réseau de bouclage, et un risque accru de développement bactérien (légionelles).  
L'équilibrage hydraulique des réseaux de chauffage, en dirigeant le juste débit d'eau de chauffe vers les corps de chauffe (des radiateurs généralement) quel que soit leur emplacement, permet d'homogénéiser le résultat du chauffage des locaux (la température ambiante de chacun) en limitant le coût énergétique global.